# جيش الباي التونسي
جيش الباي التونسي هو مجموعة من مجموعة من القوات المسلحة النظامية للمملكة التونسية، يديرها العاهل، أي باي تونس، منذ إصلاحات عام 1830 حتى انتصاب الحماية الفرنسية على تونس سنة 1881.

## المنشأ والهيكل
تم إنشاء الكتائب الأولى من الجيش التونسي الحديث في نفس الوقت الذي تم فيه  إصلاح الجيش العثماني وبعد الاحتلال الفرنسي للجزائر في عام 1830. بناء على مبادرة من وزير حسين باي بن محمد، المملوكي  شاكير صاحب الطابع، وقد تم تأسيس كتيبة أبناء العثمانيين وأبناء  البلد في تونس منذ يناير 1831. وفي السنة التالية، وتكونت كتيبة أخرى أساسا من سكان الساحل ومقرها في سوسة. وقد تم تدريب الجنود والضباط، وكِسيَتهم وتجهيزهم على الطراز الأوروبي، مثل الأفواج الأولى من الجيش العثماني بعد إصلاحات السلطان محمود الثاني، بعد إزالة سلك الإنكشارية. أخذ أحمد باي بن مصطفى الإصلاحات الخجولة من عهد عمه حسين II وقاد البلاد إلى تعديل عميق لجيشها  مع إنشاء المدرسة العسكرية بباردو، أول مؤسسة تعليمية حديثة في المنطقة.

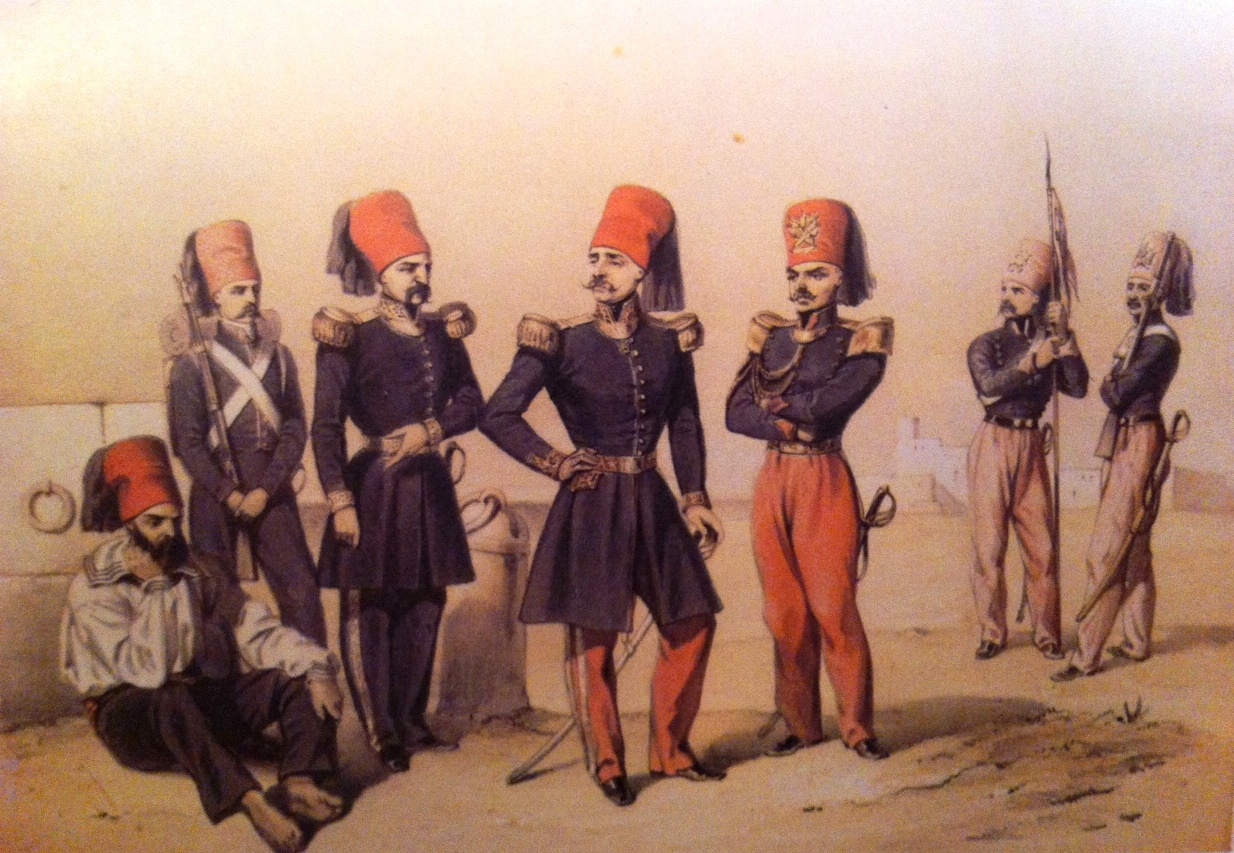
ضباط المشاة سنة 1850

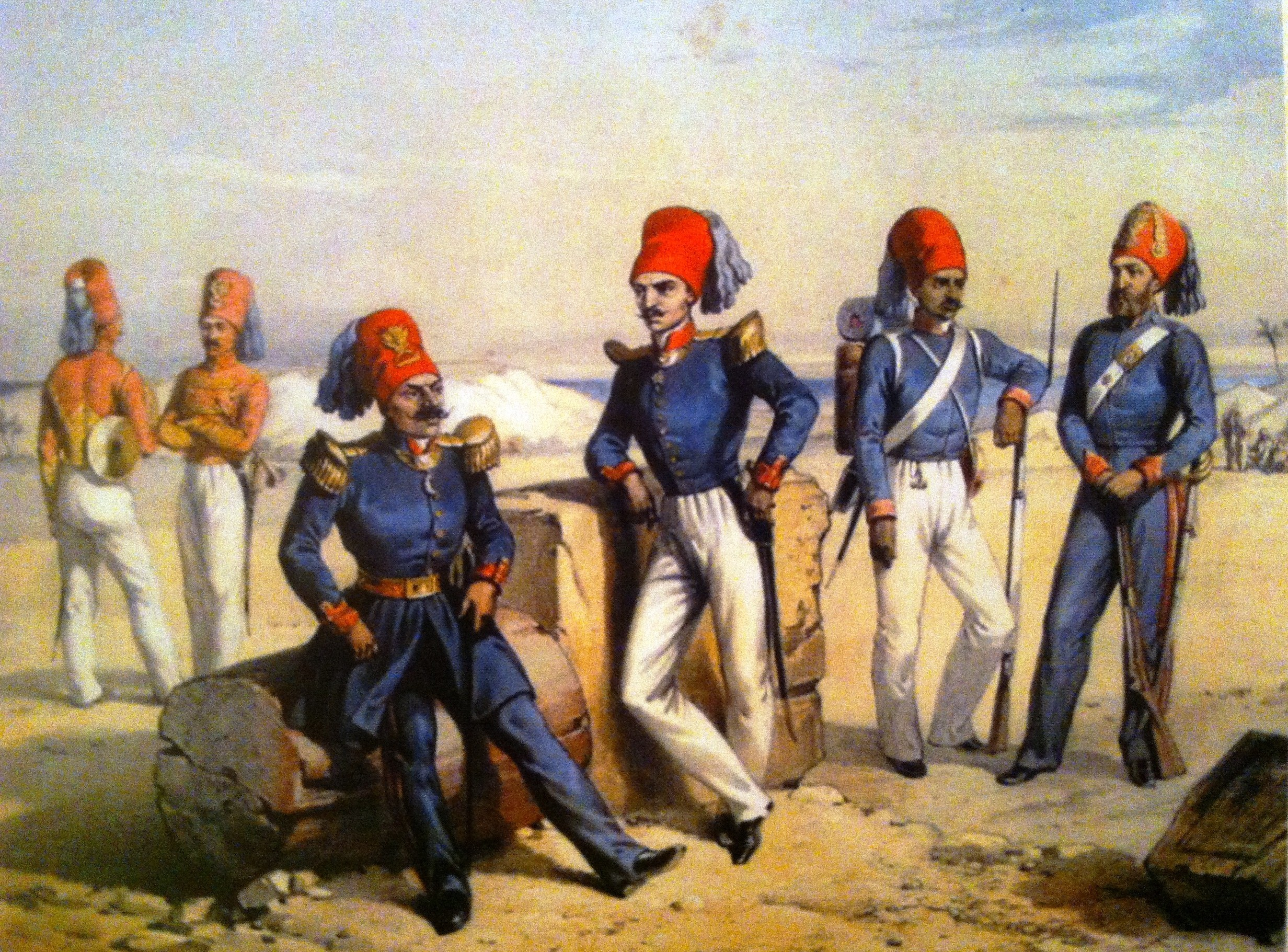
ضباط البحرية سنة 1850

في عام 1855، تم تقسيم الجيش التونسي إلى سبعة ألوية مشاة منتشرة في جميع أنحاء البلاد، ويرؤسهم  أمير (العميد) وبداية من عام 1864.يبلغ عدد موظفي كل لواء مشاة بين 2000 و5000 من الرجال وفقا للفترات:
- اللواء 1 المتمركز بشكل دائم في تونس في الفترة من 1831.
- اللواء 2 مقره في سوسة منذ عام 1832.
- اللواء 3 مقره في المنستير.
- اللواء 4 مقرها في القيروان.
- اللواء 5 ، جيش يتغير كل سنتين والذي يمر عبر المناطق النائية.
- اللواء 6 .
- اللواء 7 ومقره في غار الملح (بورتو فارينا).

كما توفرت بين سنتي 1835 و1860 أربعة ألوية مدفعية مكونة من 1000 من الرجال لكل منهما، موزعة على النحو التالي:
- اللواء 1 في  باردو وفي تونس منذ 1831.
- اللواء 2 في حلق الوادي.
- اللواء 3 موزع في حصون البلاد (أساسا بنزرت والمنستير وصفاقس وسوسة وطبرقة)
- اللواء 4 موزع في حصون البلاد.

لدى الجيش التونسي أيضا عدة أفواج غير نظامية من الفرسان البربر أو القبائل (زواوة أو المخازنية) تنتشر في جميع أنحاء البلاد، والتي يمكن أن يصل تعدادها إلى 40،000 من المشاة والفرسان . ويتواجدون بشكل رئيسي في ثكنة الكاف، نفزة وتونس. ويتم تصنيفهم كرُماة الرماح  أو سلاح الفرسان الثقيل . ومع ذلك، فإنه يرأسهم موظف من أصل تركي أو المملوك لمراقبتهم. في حين كانت الحاجة ماسَّةً لفوج سلاح الفرسان المنتظم (صبايحية) ، فقام أحمد باي بإنشائه. وكان مقره في منوبة.